# Trio (2019)
Trio is een tragikomische Vlaamse langspeelfilm uit 2019 in regie van Ruth Beeckmans, Matteo Simoni en Bruno Vanden Broecke naar een scenario van Beeckmans, Simoni, Stefaan Van Brabandt en Vanden Broecke met Beeckmans, Simoni en Vanden Broecke in de hoofdrollen. Trio is een bewerking van een toneelstuk dat de drie eerder speelden naar een tekst van Van Brabandt.

## Productie
In 2016 schreef Stefaan Van Brabandt het toneelstuk Hechten op vraag van en voor Ruth, Matteo en Bruno. Ze toerden door Vlaanderen met de productie in 2016 en 2017.

## Verhaal
Wim, een eenling die op zijn verjaardag liever binnenblijft en naar de tv kijkt, krijgt van zijn halfbroer Gert - weliswaar een maand te laat - een verrassing aangeboden: een uurtje met Angelique, een geraffineerde prostituee. Gert betaalde er, met moeder Els die ook bijlegde, 250 euro voor. Wim wil evenwel zijn geschenk niet en vertelt Angelique dan ook dat hij het cadeautje niet gaat open maken. Vermits Gert al voor een uurtje betaald heeft en van terugbetaling geen sprake kan zijn, kiezen ze om een uur te babbelen. Wim wil daarbij liever dat Gert er ook bij blijft.

## Rolverdeling
| Acteur               | Personage |
| -------------------- | --------- |
| Ruth Beeckmans       | Lise      |
| Matteo Simoni        | Gert      |
| Bruno Vanden Broecke | Wim       |